# Thomas (Oklahoma)
Thomas is een plaats (city) in de Amerikaanse staat Oklahoma en valt bestuurlijk gezien onder Custer County.

## Demografie
Bij de volkstelling in 2000 werd het aantal inwoners vastgesteld op 1238.
In 2006 is het aantal inwoners door het United States Census Bureau geschat op 1162, een daling van 76 (-6.1%).

## Geografie
Volgens het United States Census Bureau beslaat de plaats een oppervlakte van
3,1 km², waarvan 3,1 km² land.

## Plaatsen in de nabije omgeving
De onderstaande figuur toont nabijgelegen plaatsen in een straal van 28 km rond Thomas.